# Cléveris
Cléveris (en alemán, Kleve (pronunciación en alemán: /ˈkleːvə/ⓘ); en neerlandés: Kleef) es una ciudad alemana situada en el estado federado de Renania del Norte-Westfalia. Tiene una población estimada, a fines de noviembre de 2022, de 53 402 habitantes.
Está situada en la región de Düsseldorf, en la frontera con Países Bajos.
Es un importante centro turístico, con bellos monumentos civiles y religiosos.

## Historia

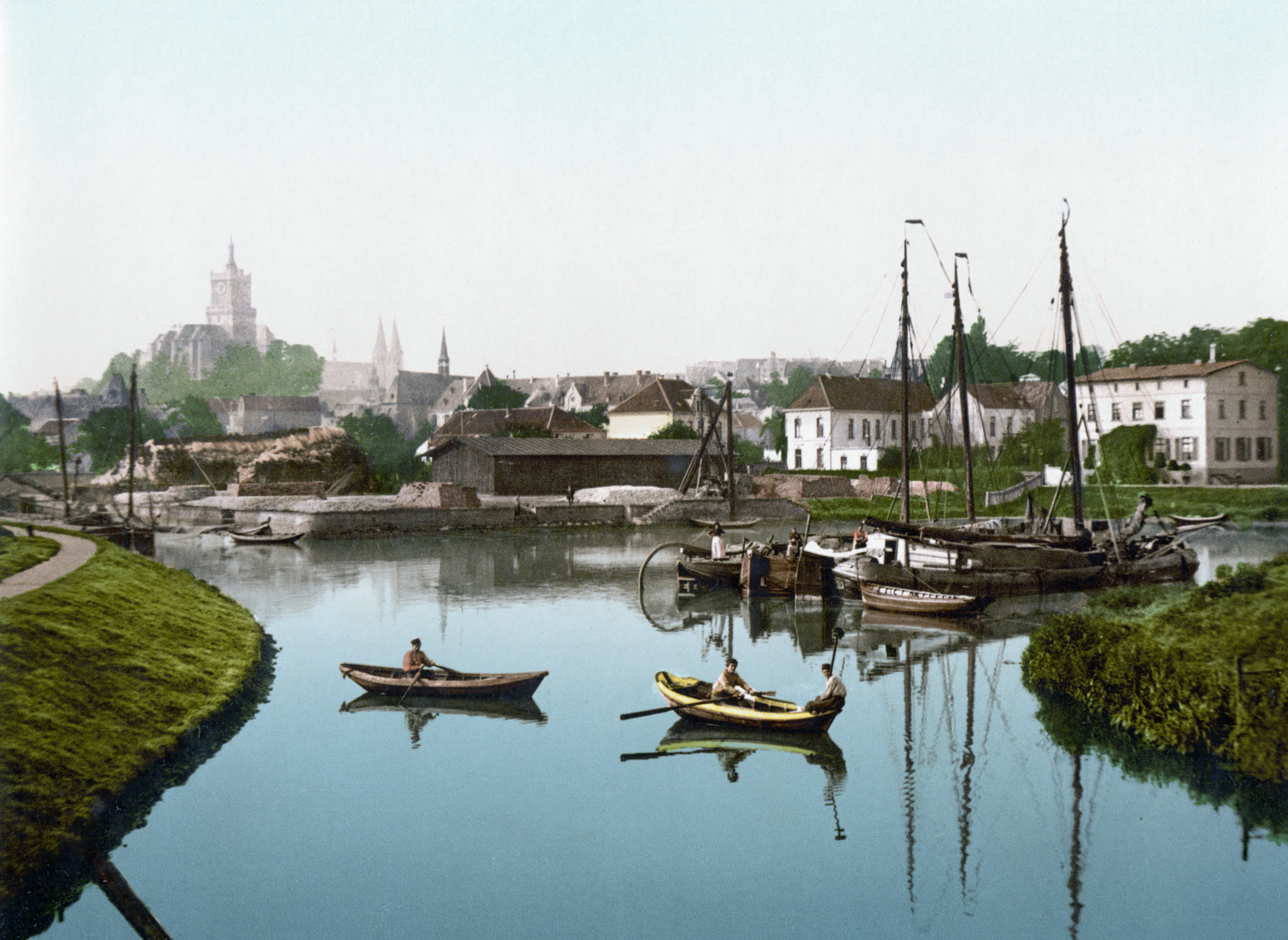
Fotografía de 1895

La ciudad fue la capital del Ducado de Cléveris. En 1614, mediante el Tratado de Xanten, la ciudad fue anexada a Brandeburgo. Entre 1629-1635 y 1636-1672 fue ocupado por las Provincias Unidas de los Países Bajos. España la tomó  en 1624-1629, y junto con la fortaleza de Schenkenschanz, entre 1635-1636 después de su victoria en el sitio de Lovaina. 
La Línea Sigfrido fue un sistema de defensa a lo largo de 630 km, que empezaba a la altura de Cléveris en la frontera sur con los Países Bajos, y terminaba en la frontera con Suiza. A diferencia de la línea Maginot, fue pensada con propósitos propagandísticos y fue construida entre 1938 y 1940.

## Eurorregión Rin-Waal
La eurorregión Rin-Waal (en alemán: Euregio Rhein-Waal; en neerlandés: Euregio Rijn-Waal) está enmarcada dentro de los programas de cooperación transfronteriza adelantados de la Unión Europea. Comprende Cléveris, la ciudad de Duisburgo y partes de las provincias de Güeldres, Brabante Septentrional y Limburgo, en los Países Bajos.

## Galería

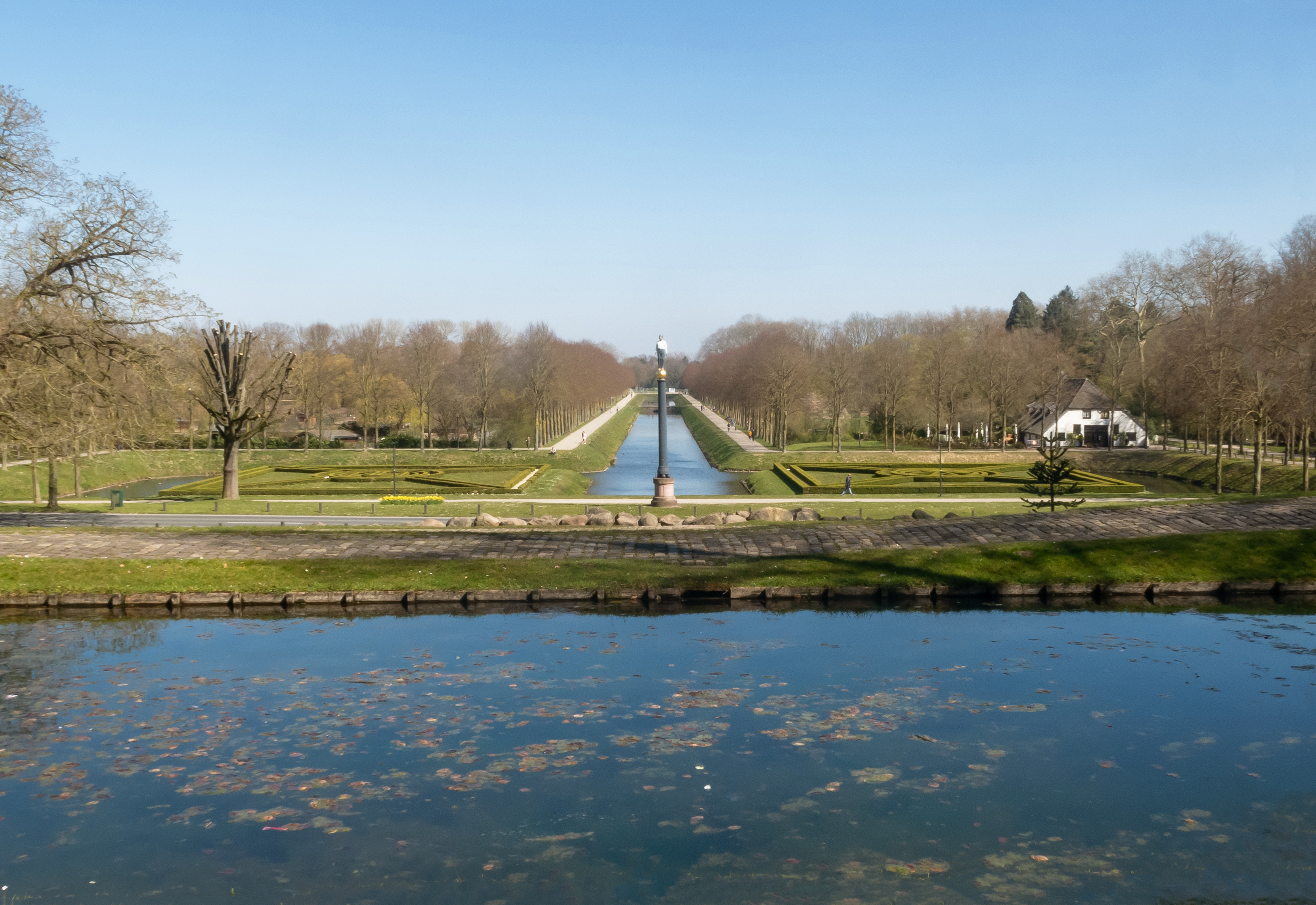
Joseph-Beuys-Allee cerca del zoológico
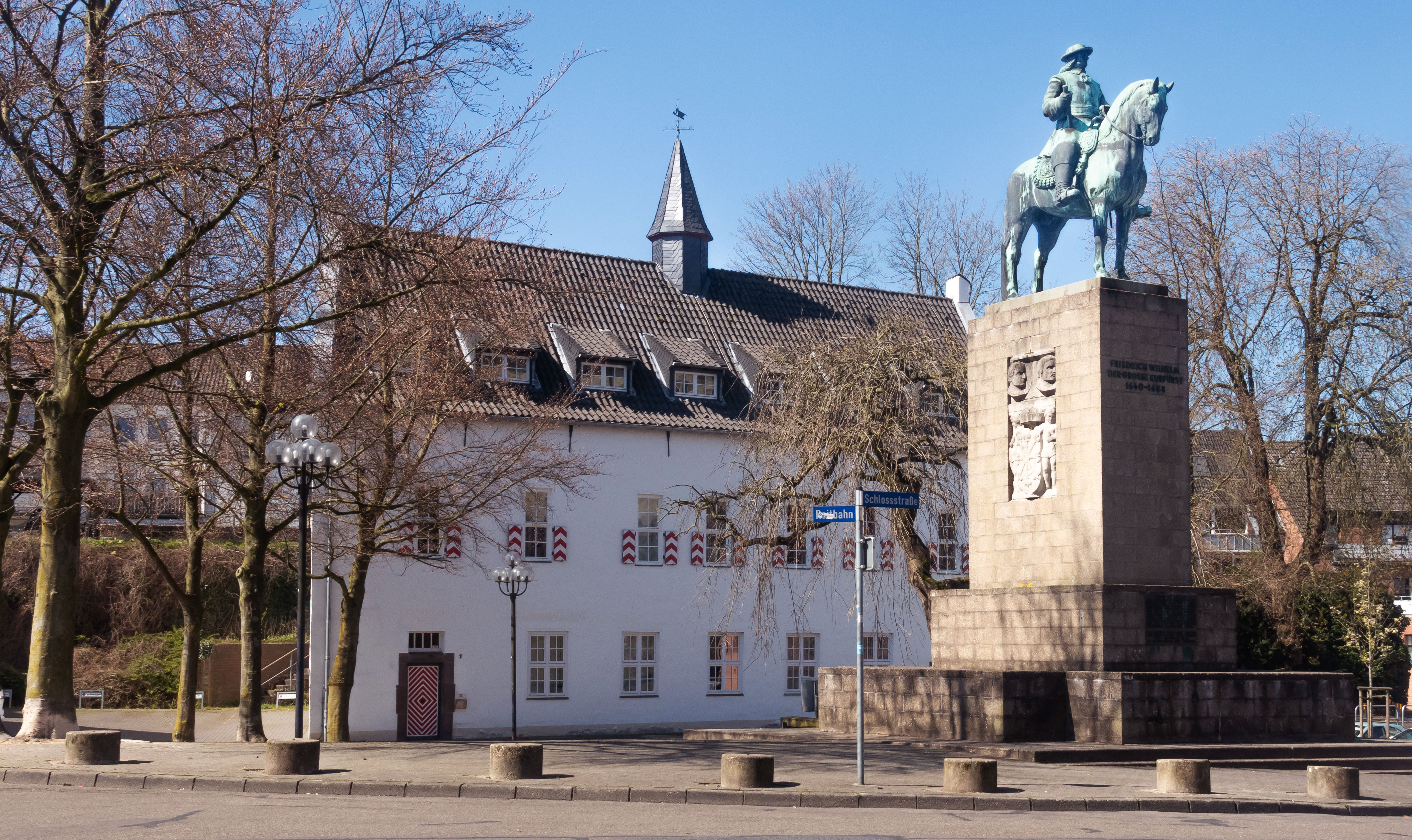
Monumento a Friedrich Wilhelm
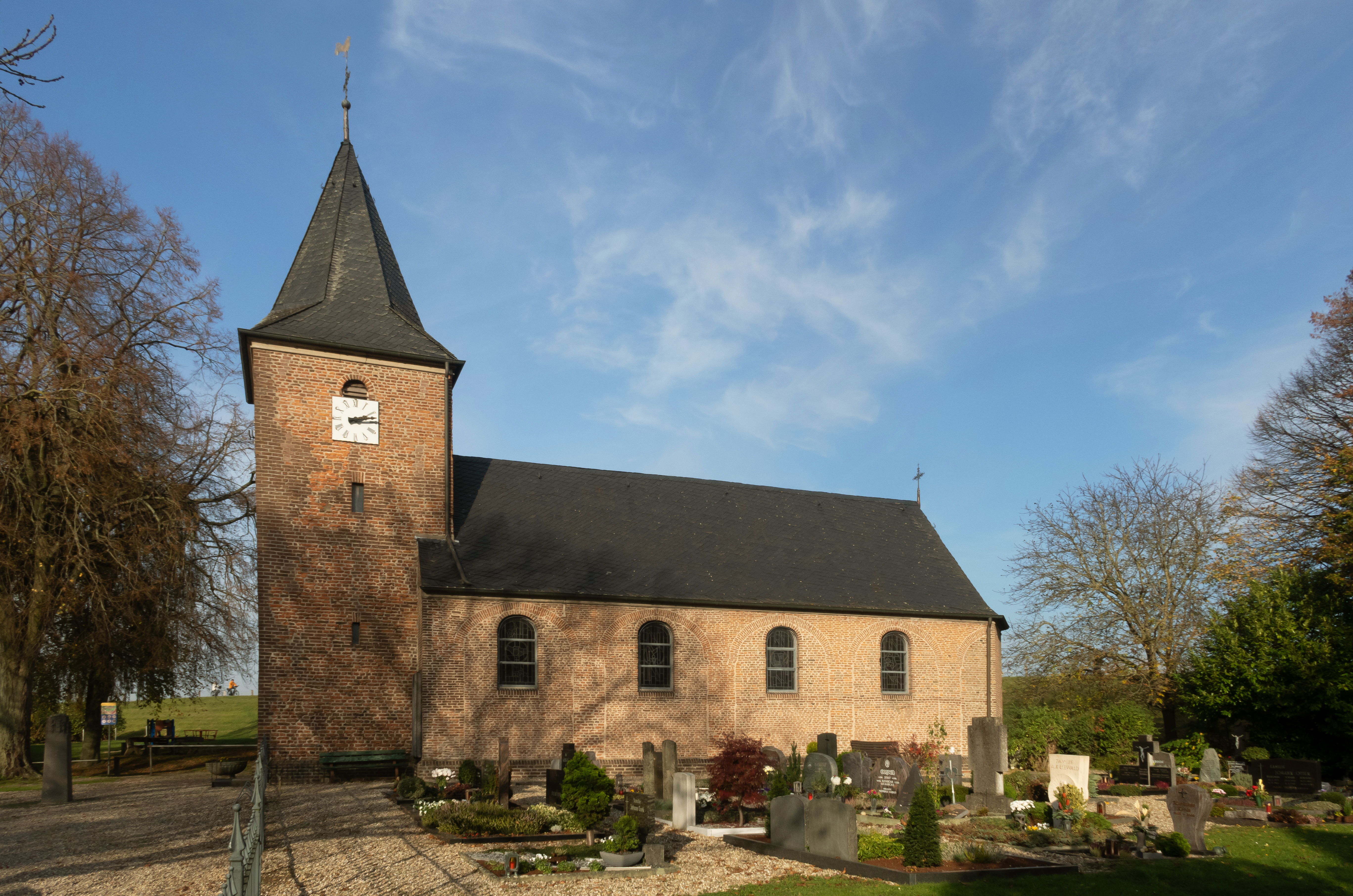
Iglesia de St. Martinus
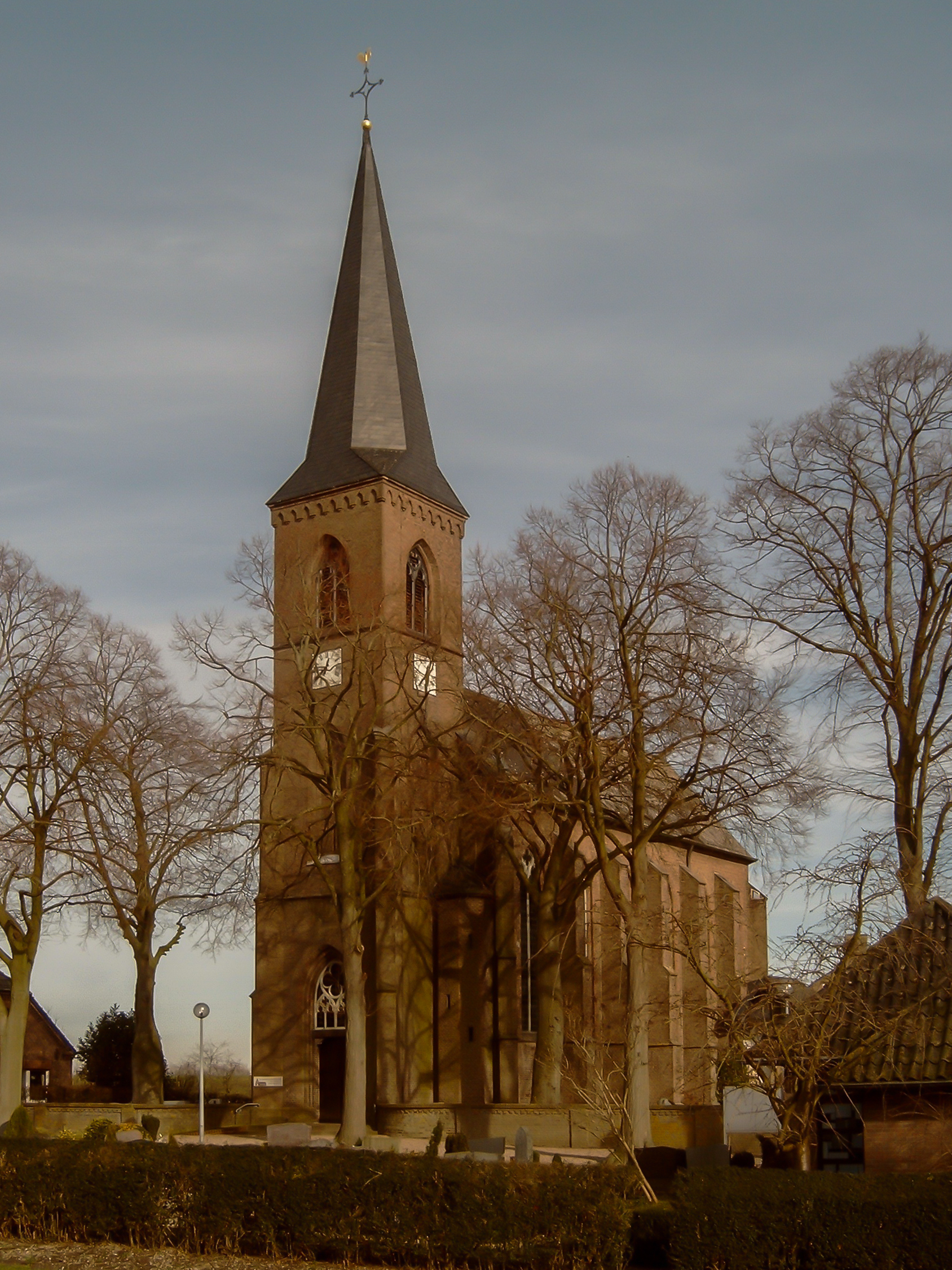
Iglesia de St. Willibrord
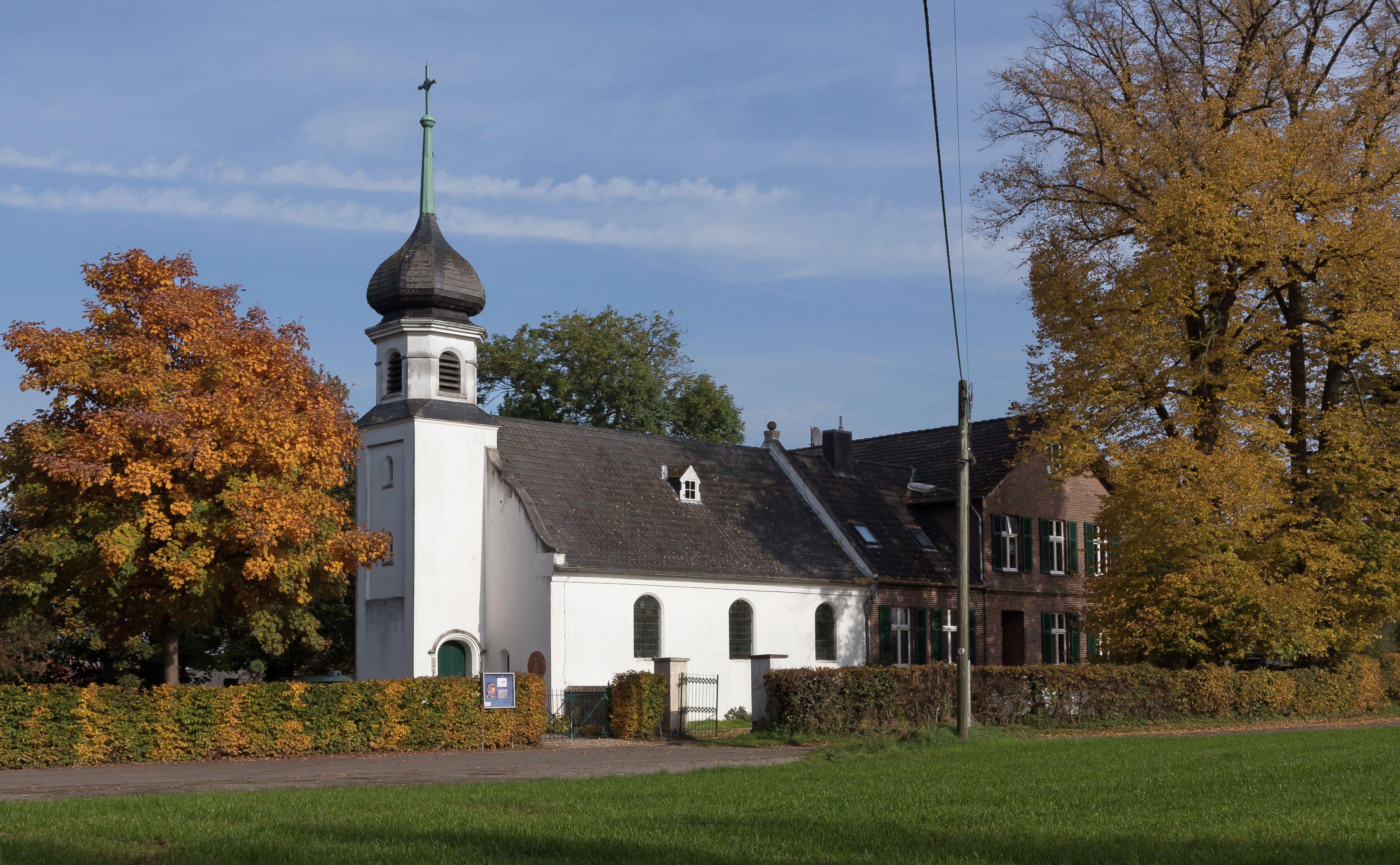
Iglesia Evangelista de Kreeken
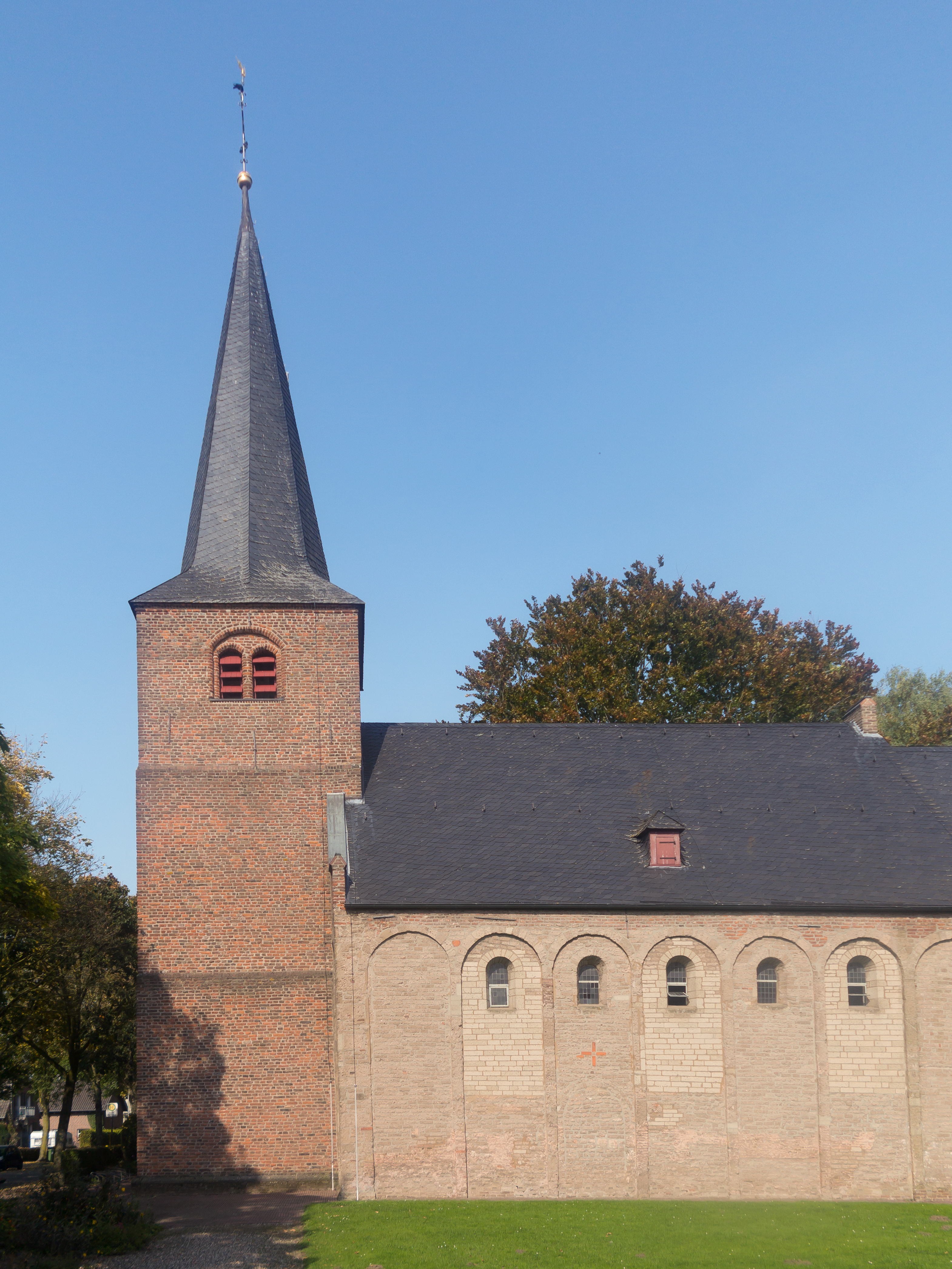
Iglesia Vieja de St. Willibrord
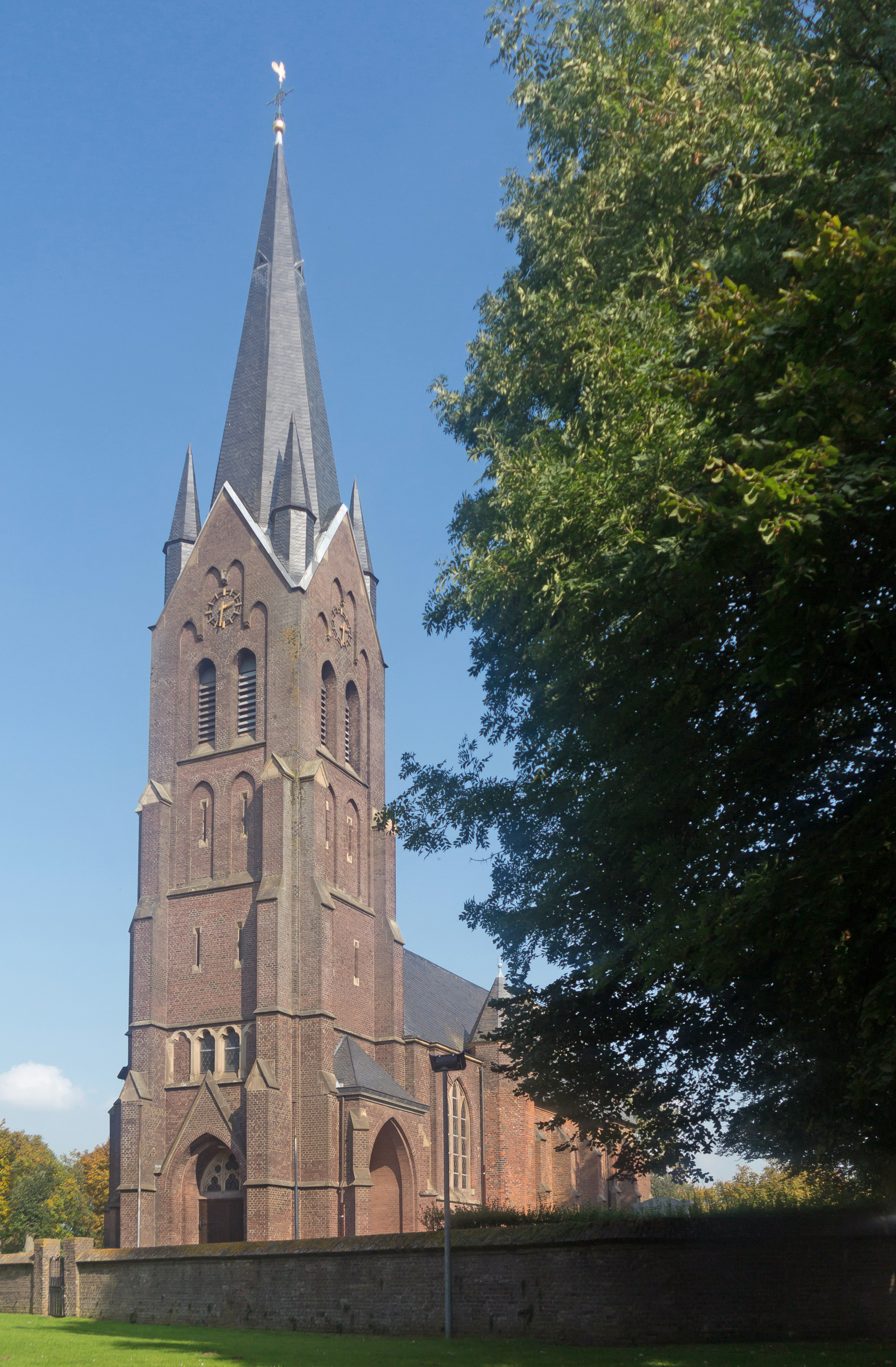
Iglesia de St. Hermes
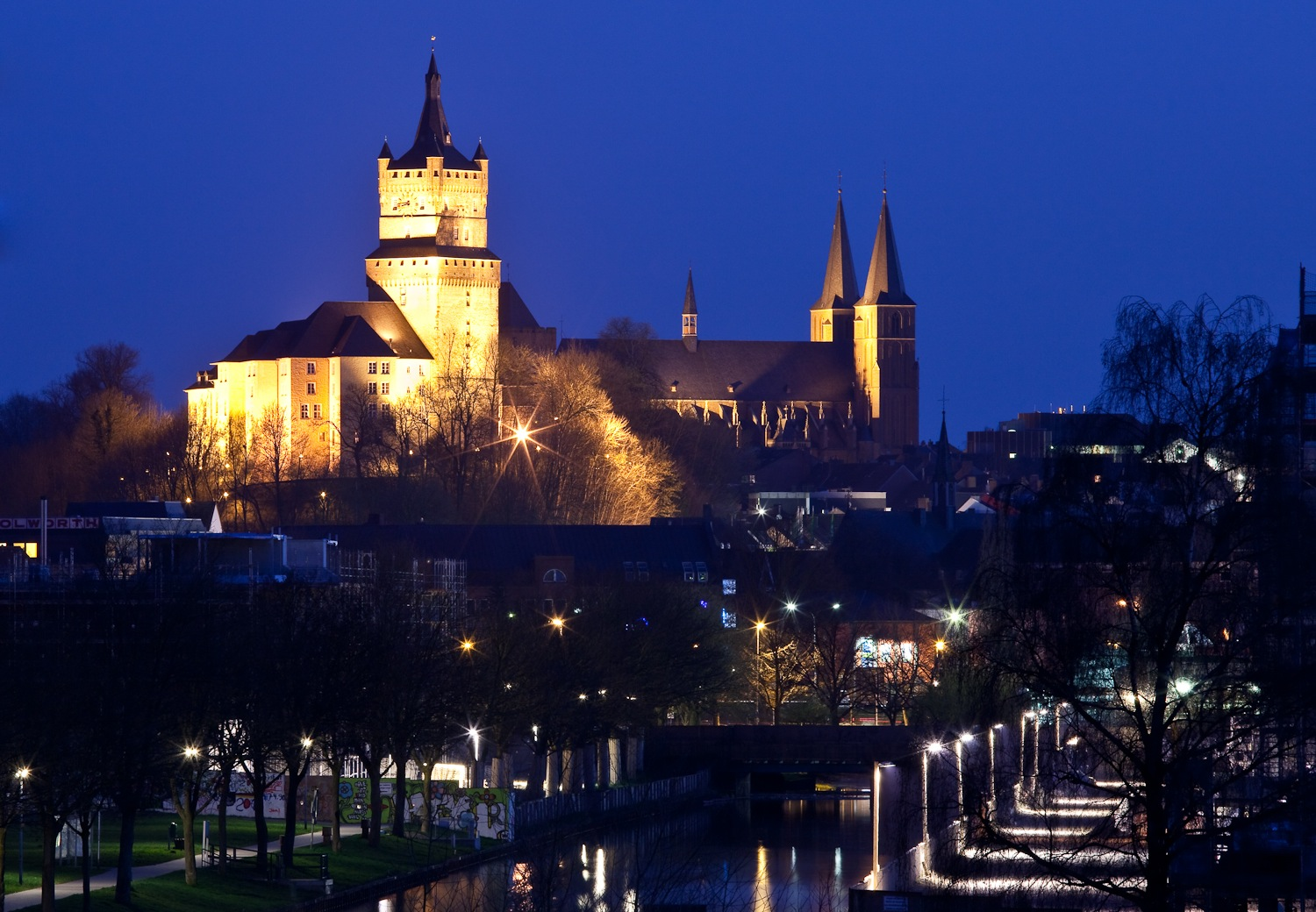
Castillo de Schwanenburg